# Chris Paul
Christopher Emmanuel Paul, ameriški poklicni košarkar, * 6. maj 1985, Winston-Salem, Severna Karolina, Združene države Amerike. 
Trenutno igra organizatorja igre v ekipi Phoenix Suns v NBA-ju. Njegov vzdevek, ki ga je dobil v NBA-ju je CP3. Chris Paul je bil izbran kot četrti na 2005 NBA Draft.

## Življenje

### Zgodnja leta
Christopher Emmanuel Paul je bil rojen Charlsu in Robinu Paulu. Chris ima starejšega brata Charles »CJ« Paul. Chris Paul je hodil na osnovno šolo Hanes-Lawrance in na  srednjo šolo West Forsyth .

### Srednja šola
Paul je igral za srednjo šolo West Forsyth , kjer je bil leta 2003 v McDonald's All-American ekipi in je bil imenovan za »North Carolina Mr' Basketball » za leto 2003 od Charlottininga opazovalca. Paul je v povprečju dosegal 30,8 točk , 8 podaj , 5 skokov in 6 ukradenih žog na tekmo in povedel svojo ekipo do rekordnega dosežka 27 zmag pri pičlih 3 porazih in jo popeljal do Vzhodnega konferencnega finala. Chris Paul je dosegel 61 točk v spomin na svojega deda, ki je bil leta 2002 pretepen do smrti med ropom na svojem dvorišču, vsako točko je dosegel za 1 leto, ki jih je preživel njegov ded. Ko je Paul dosegel 61. točko je namerno zgrešil prosti met in na-to po svoji želji odšel na klop, čeprav bi lahko presegel rekord doseženih točk na eni tekmi za srednješolce, ki je znašal 68 točk.

### Fakulteta
C. Paul je obiskoval fakulteto Wake Forest v Winston- Salem , North Carolina. Na fakullteti je ostal dve leti in povedel Demon Deaconse do dveh NCAA turnirjev. V drugi sezoni za fakulteto je bil proglašen za Consensus First Team All-American. Prejel je tudi ACC Rookie of the Year, kakor tudi  ACC All- Defensive Team. Zapustil je Wake Forest s skoraj vsemi rekordi v ofenzivnih sposobnostih.